# Vigilante (DC Comics)
 (avril 2018).
Si vous disposez d'ouvrages ou d'articles de référence ou si vous connaissez des sites web de qualité traitant du thème abordé ici, merci de compléter l'article en donnant les références utiles à sa vérifiabilité et en les liant à la section « Notes et références ».
Vigilante est le nom utilisé par plusieurs personnages de fiction apparaissant dans les comics américains publiés par DC Comics.

## Biographie des personnages de fiction

### Greg Saunders
Le Vigilante original était basé sur le thème du héros de western. Il a fait ses débuts dans Action Comics #42 (novembre 1941) sous le nom de Greg Sanders, mais l'orthographe fut modifiée en Greg Saunders dans les années 1990.

### Adrian Chase
Adrian Chase est apparu sous les traits du deuxième Vigilante, dans New Teen Titans Annual #2 en 1983. Le numéro est réalisé par le scénariste Marv Wolfman et le dessinateur portoricain George Pérez.

### Alan Welles
La première personne à reprendre l'identité du justicier après Chase fut Alan Welles, un ami de Chase. Il opérait d'une manière bien plus violente, allant même jusqu'à exécuter des petits voleurs. La première apparition d'Alan Welles fut dans Vigilante #7, mais il devint le justicier dans Vigilante #20.  Son instabilité mentale l'a finalement amené à abattre des policiers et des civils. Adrian Chase, se sentant responsable de cette menace, commença une longue enquête pour neutraliser le justicier. Quand il découvrit que Welles était Vigilante, Chase fut forcé de la tuer.

### Dave Winston
La deuxième personne à reprendre l'identité du justicier après Chase fut Dave Winston, l'huissier de Chase. Il refusait de tuer et changea la terrible réputation du justicier en intimidant les voyous pour leur extorquer des informations. Il a fait ses débuts dans Vigilante #23 et est devenu le justicier dans Vigilante #28.  Il croyait que les efforts du Vigilante étaient nobles et utiles. Quand Alan Welles fut tué après avoir ruiné la réputation du Justicier, Winston repris le manteau pensant que la ville avait besoin du Vigilante. Quand Adrian Chase découvrit ses actions, il choisit de s'en laver les mains. Lorsque Chase et sa petite amie, Marcia King embarquèrent dans un avion pour l'Europe, celui-ci fut détourné. Winston et Peacemaker répondirent à l'urgence, mais Winston fut tué par Peacemaker  devant Chase, poussant Adrian Chase à réaliser qu'il ne pouvait pas échapper à l'héritage de Vigilante.

### Pat Trayce
Le prochain Vigilante fut Patricia Trayce, une ancienne officier de la police de Gotham City qui fait équipe avec Deathstroke dans Deathstroke le Terminator, la série écrite par Marv Wolfman et George Pérez. Trayce découvre la tenue du deuxième Vigilante (Adrian Chase) et adapte le déguisement. Elle a également été l'amante de Deathstroke. Elle fait sa première apparition dans Deathstroke le Terminator #6. Dans Deathstroke le Terminator #11, Pat Trayce reprend l'uniforme du Vigilante. Après avoir été formée par Deathstroke, elle commença à travailler seule.[réf. nécessaire]

### Justin Powell
À la fin de 2005, DC Comics a publié une nouvelle série Vigilante en six numéros, réalisée par l'écrivain Bruce Jones et l'artiste Ben Oliver (en). L'identité du justicier est inconnue au départ.
Son nom était Justin "Jay" Sutter. Lorsqu'il était enfant, il a rencontré un meurtrier. Le choc le poussa à développer une seconde personnalité, le Vigilante. À un moment, Jay changea son nom pour Justin Scott Powell, et devenait le Vigilante inconsciemment. Alors que Powell n'était pas au courant de son autre personnalité, le Vigilante était conscient de l'existence de celle de Justin Powell. À la fin de la minisérie, Powell a réussi à concilier ses deux personnalités.[réf. nécessaire]
Vigilante a été vu pour la dernière fois, aux côtés de Wild Dog, et l'actuel Crimson Avenger, sur un toit, lors de la grande bataille de Metropolis, faisant pleuvoir des balles sur différents ennemis dans Infinite Crisis #7.[réf. nécessaire]

### Dorian Chase
Le plus récent Vigilante est apparu dans Nightwing #133 à 137. Alors qu'il porte un costume similaire à celui d'Adrian Chase, c'est un nouveau justicier. 
Ce Justicier apparaît également dans Gotham Underground, une série qui se déroule après sa première rencontre avec Nightwing. Il est présenté comme un redoutable combattant, mais il est facilement battu par Batman,.
Après les événements de Vigilante #1 (février 2009), le nouveau Vigilante est vu hors de son costume pour la première fois et est appelé par son allié JJ, "Dorian". Au départ, il opère sous l'identité de Joe Flynn, un criminel avec un petit casier judiciaire, mais il est révélé plus tard que le vrai Joe Flynn est mort. Dorian a la technologie lui permettant de greffer le visage d'une autre personne sur le sien et son assistant modifie les dossiers de la police de telle sorte que ses empreintes digitales et son ADN correspondent à sa fausse identité. À la fin du premier arc de l'histoire, Dorian abandonne l'identité de Joe Flynn et commence à faire des préparatifs en vue d'assumer une nouvelle identité, celle d'un petit criminel décédé. Il est également révélé que Dorian est le frère d'Adrian Chase dans Vigilante #9. On en sait peu sur son passé, mais sa femme est morte et il a fait de la prison pour son travail avec la mafia.[réf. nécessaire]
Ce Vigilante joue un rôle important dans le crossover "Deathtrap"  avec les Teen Titans et les Titans. Il cible Jericho pour un assassinat, l'amenant à entrer en conflit avec les autres héros. Vigilante réussit à traquer Jéricho, mais, ayant promis à Rose Wilson ne pas le tuer, il crève les yeux de Jéricho pour l'empêcher d'utiliser ses pouvoirs.

### Donald Fairchild
Dans la minisérie du DC Rebirth, Vigilante: Southland, un nouveau Vigilante est introduit, Donald Fairchild, un ancien joueur de basket professionnel.

## Pouvoirs et capacités
Le Vigilante est excellent au combat au corps-à-corps, un brillant tireur d'élite, et un maître de la technique du lariat.